# Blues in the Closet
Blues in the Closet (alias „Collard Greens And Black-Eye Peas“) ist eine Jazzkomposition von Oscar Pettiford aus dem Jahr 1953, die zuweilen auch Harry Babasin zugeschrieben wird.
Blues in the Closet ist ein riffartig aufgebautes Bluesthema im moderaten Tempo und konventioneller Swing-Melodik. Das Riff ertönt sechsmal in nur leicht veränderter Form. Hans-Jürgen Schaal zufolge erinnert es „an diverse Phrasen aus Kompositionen und Soli von Dexter Gordon, Charlie Parker und Lester Young.“
Das Stück gilt als eine der bekanntesten Kompositionen Oscar Pettifords; es wurde zunächst 1953 durch ein Quintett mit zwei Celli (Pettiford und Babasin), Piano, Bass und Schlagzeug eingespielt.
Es entwickelte sich zu einem häufig gespielten Jazzstandard bei den Jazz-at-the-Philharmonic-Tourneen, wo es etwa 1957 von Stan Getz und Jay Jay Johnson gespielt wurde, aber auch in der deutschen Nachkriegs-Jazzszene (Peter Herbolzheimer, Hans Koller). Blues in the Closet wurde auch von Chet Baker, Jaki Byard, Kenny Drew, Tal Farlow, Red Garland, Duke Jordan, Howard McGhee/Teddy Edwards, Horace Parlan, Bud Powell, Toots Thielemans und Eddie „Cleanhead“ Vinson eingespielt.